# Ernst Pöppel

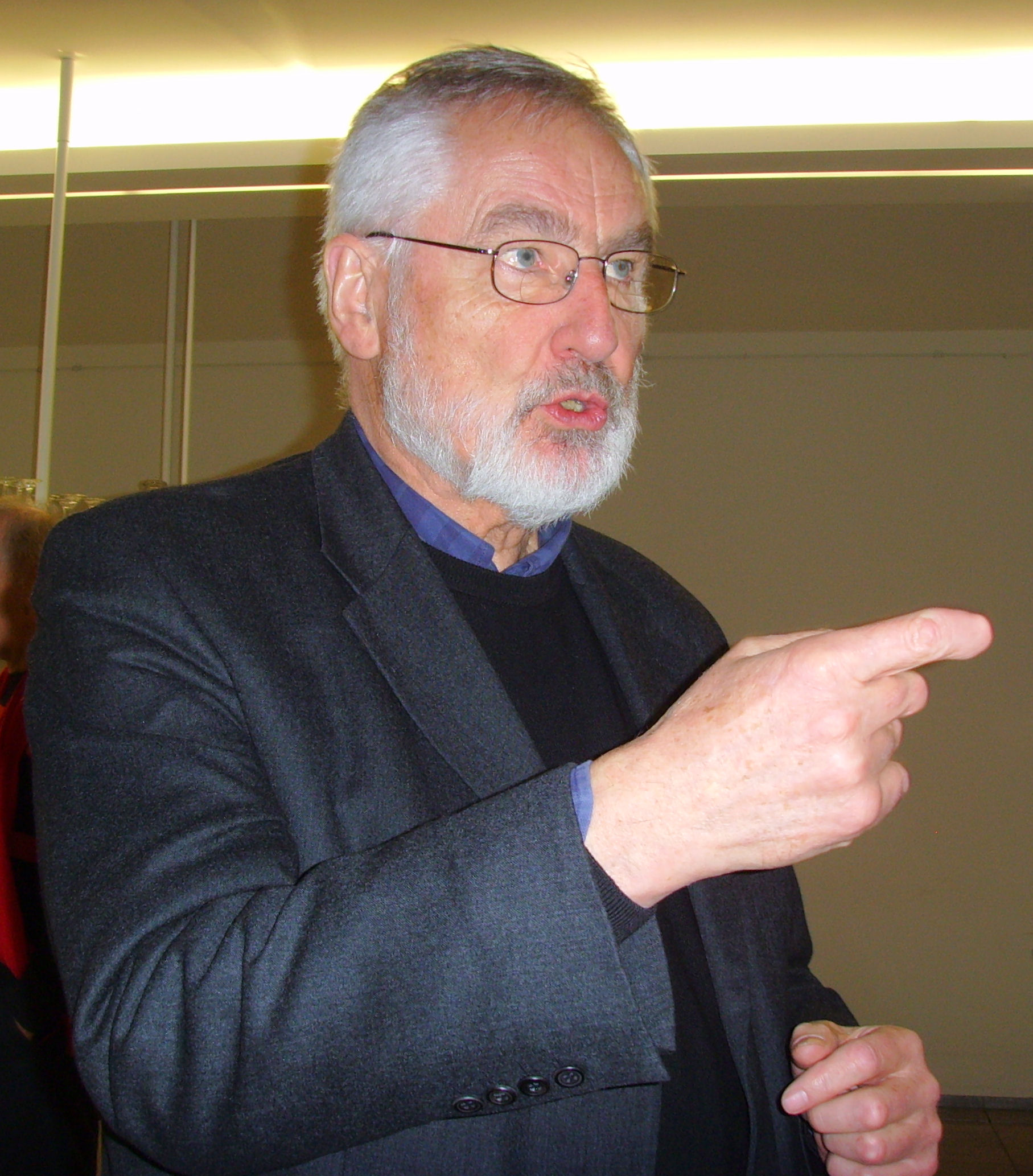
Ernst Pöppel, Januar 2009

Ernst Pöppel (* 29. April 1940 in Schwessin, Pommern) ist ein deutscher Psychologe.

## Leben
Pöppel studierte Psychologie und Biologie an der Albert-Ludwigs-Universität Freiburg. Er habilitierte sich schließlich in Sinnesphysiologie an der Ludwig-Maximilians-Universität München und in Psychologie an der Leopold-Franzens-Universität Innsbruck.
Von 1976 bis 2008 war Pöppel Professor für Medizinische Psychologie an der Ludwig-Maximilians-Universität München und von 1991 bis 1992 erster Vorsitzender der Deutschen Gesellschaft für Medizinische Psychologie. Seit 1993 ist er Mitglied der Leopoldina. 2005 wurde er für seine Leistungen mit der Bayerischen Verfassungsmedaille in Silber ausgezeichnet. 2015 wurde er in die Academia Europaea gewählt.
Der Psychologe und Neurowissenschaftler David Poeppel (* 1964) ist sein Sohn.

## Werke
- Grenzen des Bewußtseins, Insel, Frankfurt am Main 2000 (2. Aufl.), ISBN 3-421-02735-8
- Weltwissen. Wissenswelt. Das globale Netz von Text und Bild, als Hg. mit Christa Maar u. Hans Ulrich Obrist, Dumont, Köln 2000, ISBN 3-7701-5307-3
- Ach Deutschland. Nur Mut in: Elisabeth Schweeger u. Eberhard Witt (Hg.): Ach Deutschland!, Belville, München 2000, ISBN 3-933510-67-8 (S. 17–23)
- Der Rahmen. Ein Blick des Gehirns auf unser Ich, Hanser, München 2006, ISBN 3-446-20779-1
- Von Natur aus kreativ, mit Beatrice Wagner, Hanser, München 2012, ISBN 978-3-446-43212-3
- Je älter desto besser. Überraschende Erkenntnisse aus der Hirnforschung, mit Beatrice Wagner, Goldmann, München 2012, ISBN 978-3-442-17303-7
- Dummheit. Warum wir heute die einfachsten Dinge nicht mehr wissen, mit Beatrice Wagner, Riemann, München 2013. ISBN 978-3-570-50159-7